# Александар Јовичић
Александар Јовичић (Београд, 1856 — ?) био је српски правник и дипломата.
Образовање је стекао на Великој школи у Београду, а студије права наставио на универзитетима у Минхену и Паризу. По повратку у Србију 1880. обављао је дужност судског чиновника. Његово блиско пријатељство са Чедомиљом Мијатовићем утицало је да 1882. ступи у дипломатску службу и то као чиновник Посланства у Лондону. На месту отправника послова у Лондону остао је са прекидима до 1906.